# IOS 7
iOS 7 este un sistem de operare mobil proiectat de Apple Inc. pentru a fi succesorul iOS 6. A fost anunțat la Conferința Dezvoltatorilor pe data de 10 iunie 2013 și a fost lansat la 18 septembrie 2013. Acesta include o interfață refăcută și o serie de îmbunătățiri la funcționalitatea sistemului de operare. Designul noilor elemente din iOS 7, a fost realizat de o echipă condusă de Jonathan „Jony” Ive, Vice Președintele Senior al Designului Industrial de la Apple, într-o perioadă de numai 8 luni.

## Istoric
Lansarea iOS 6 în septembrie 2012 a fost controversată datorită reînlocuirii Google Maps din cauza unor conflicte datorată lincențierii, cu aplicația Maps fabricată de Apple. La lansare, utilizatorii care și-au upgradat sistemul de operare au raportat numeroase erori privind acuratețea acestuia, ceea ce l-a făcut pe Tim Cook să iși ceară scuze pentru erori și să ceară utilizatorilor iOS 6 să folosească alte aplicații pentru hărți valabile în App Store. După aceea, pe 29 octombrie, Scott Forstall a fost demis din funcția de Vice Președinte Senior al iOS și responsabilitățile acestuia au fost preluate de Jony Ive, care a devenit Vice Președinte Senior pentru interfață, Craig Federighi, al cărui rol ca Vice Președinte Senior al Mac a fost extins pentru a cuprinde și iOS, Eddy Cue, ce a devenit popular pentru Maps și Siri și Bob Mansfield, ce a revenit după ce s-a retras pentru a deveni Vice Președinte Senior pentru tehnologie. Plecarea lui Forstall a fost atribuită refuzului acestuia de a scrie o scrisoare în care să iși ceară scuze pentru erorile prezente în serviciul Maps.
Ive este considerat să fie pentru un design flat (drept) comparat cu Forstall și fostul director Steve Jobs, care erau pentru designul skeuomorphic. În septembrie 2012, Fast Company a publicat un editorial despre controversa skeuomorphică la Apple, citând plângeri ale designerilor asupra pielii de la iCal - realizate pentru a imita pielea scaunelor din avionul privat al lui Jobs - și suportul lui Jobs pentru elemente asemanătoare cazinoului în Game Center în iOS 5. Aproape imediat după desemnarea lui Ive, au apărut speculații cum că Ive ar dori să scoată designul skeuomorphic. De exemplu pe 31 octombrie, Mark Hattersley, un scriitor pentru Macworld, a scris un articol pentru Digital Arts speculând că poziția lui Ive față de skeuomorphism va afecta politica acestuia fața de designul iOS.

## Proprietăți
iOS 7 a fost dezvăluit în timpul unei conferințe de început la WWDC pe data de 10 iunie 2013. Desemnat ca fiind ”cea mai mare provocare a iOS-ului de la introducerea iPhone-ului”, cea mai notabilă schimbare este schimbarea majoră a interfeței. Într-un videoclip promoțional arătat în timpul conferinței, Ive a descris actualizarea ca ”aducând un plus complexității”, evidențiind proprietăți precum tipografie schimbată, iconițe noi, translucență, și poziționare nouă ca fiind unele dintre principalele schimbări. Designurile iOS 7 și OS X Mavericks (OS X 10.9) se depărtează de elementele skeuomorphice precum nuanța verde din Game Center, lemnul din Newsstand și pielea din Calendar pentru un design mai drept.
În prezentarea sa a iOS-ului, Federighi a arătat zece adiții majore și schimbări:
Control Center
Similar Centrului de Notificări, Control Center este valabil prin derularea ecranului din partea de jos a ecranului și oferă acces la unele setări precum Modul Avion și luminozitate, controale media, AirPlay și AirDrop și scurtături pentru numeroase aplicații inclusiv o lanternă inclusă, compas, calculator și cameră.
Multitasking
iOS 7 a dezvoltat multitaskingul limitat introdus in iOS 4 și oferă multitasking complet pentru toate aplicațiile. Interfața multitasking oferă de asemenea actualizări în fundal a aplicațiilor și în același timp notificațiile sunt trimise telefonului și previzualizări ale toate aplicațiilor care rulează.
Safari
Safari în iOS 7 integrează câmpul smart search folosit prima oară în Safari 6 pentru OS X și implementarea Keychain prezent în iCloudul din Mavericks. Alte schimbări sunt taburi infinite, control parental și îmbunătățiri pentru Twitter sharing și lista de citire.
AirDrop
iOS 7 integrează proprietatea de partajare prin WiFi a celor de la Apple, Air Drop, pentru iPhone 5, iPad generația a 4-a, iPad Mini și iPod Touch generația a 5-a.
Camera
Noua interfață a camerei permite derularea printre cele patru moduri - video, photo, square photo și panoramic photo - și oferă previzualizare foto live.
Fotografii
Fotografiile din iOS 7 folosesc data EXIF în fiecare fotografie pentru a sorta fotografiile după dată și locație, după an și suportă de asemenea partajarea video prin iCloud Photo Stream.
Siri
Siri a fost refăcut pentru a se potrivi sistemului, au fost adăugate noi voci de bărbat și femeie, există un control mai mare asupra setărilor și există integrare cu Twitter, Wikipedia, Bing și Fotografii.
iOS în Mașină
”iOS in the Car”, va fi scos pe piață în 2014, va folosi integrare Siri în anumite mașini pentru a oferi control asupra navigației prin satelit, telefonului, muzicii și iMessage prin ecranul mașinii fără a fi nevoie de privirea sau atingerea șoferului.
App Store
App Store oferă mai multe opțiuni de căutare după vârstă și locație și de asemenea adaugă actualizarea automată a aplicațiilor.
Muzică și iTunes Radio
Pe lângă designul schimbat, aplicația Music integrează noul serviciu Apple, iTunes Radio, care va fi inițial lansat in Statele Unite la sfârșitul anului 2013. Aceasta va fi urmată de lansări în Regatul Unit și Europa.
Alte schimbări menționate dar care nu au fost prezentate în totalitate la prezentarea Apple, includ apeluri voce în FaceTime, sincronizare Notification Center și valabilitatea acestuia direct din lock-screen, integrare Tencent Weibo, Wi-Fi Hotspot 2.0, blocare a apelurilor, rețea privată virtuală și blocarea telefonului prin Find My iPhone.
Primul beta, va suporta iPhone 4, iPhone 4S, iPhone 5 și iPod Touch (generația a 5-a), a fost lansat la conferința WWDC dezvoltatorilor înregistrați în iOS developer program, cu un beta ce va urma și va adăuga suport pentru iPad 2 și mai târziu iPad Mini, urmat de o lansare publică pentru aparatele suportate în trimestrul 3 sau 4, 2013.